# 林煶灶
林灶（1893年10月21日—1971年6月5日），字尚志，臺北市人，台灣營造業者、企業家。台灣日治時期創辦協志商號，為今大同集團的創辦人。

## 生平
林煶灶祖籍來自福建泉州安溪，林家為地主兼佃農、人丁眾多的大農戶。清光緒十九年（1893年），林煶灶在臺北大安九甲林宅（今大安區幸安國小校園內）誕生。日治時期在公學校畢業後，進入臺灣總督府工業講習所建築科就讀，大正四年（1915年）畢業，為該所第一屆畢業生。曾任職於高石組、矢部組。
大正七年（1918年），林煶灶與吳芙蓉（本姓楊，被楊家送給吳家當養女）結婚。同年與友人集資，結合其父及妻子的資金，在臺北創辦協志商號（今大同公司前身），一開始為營造廠的協力廠，後來成為自立經營。由於林煶灶重然諾、負責任感，在當時的請負業（營造業）打出名氣。昭和二年（1927年），協志商號承包興建臺北市馬場町新店溪的堤防工程，架橋三次都被洪水沖毀，損失慘重，然而林煶灶仍咬緊牙關，全力以赴，最終歷時兩年半完成，雖然整個工程反而賠錢，但負責盡職的信譽，卻使協志受到肯定，指名委建者越來越多。此後林煶灶成為臺北建築業鉅子，往後承包六百多項工程。:82-83
在擔任協志董事長期間承包興建臺灣總督府電話交換局與臺北市役所（今行政院），臺北市役所原為樺山尋常小學校，於昭和十二年（1937年）由協志營造廠興工拆除，新建臺北市役所大樓。昭和十五年（1940）完工，昭和十六年（1941）臺北市役所員工正式遷入辦公。
然而林煶灶也因過度操勞而患有宿疾，據林挺生回憶「行年四十，不幸因過分操勞致罹患不治病症，終其一生未能痊癒，每遇天候變化輒氣喘不適」。1939年，大同鐵公所成立。1941年，林煶灶承購大同鐵公所，隔年交給其子林挺生接任社長。
日治時期末期，林煶灶響應皇民化運動，改名「林尚志」。往後一直使用「林尚志」之名。:83
太平洋戰爭結束後，林尚志即與日本籍資本家購買數十棟房屋及無數土地與機器，並因此迅速累積巨額資產。1945年，林煶灶出任營造公會理事長。

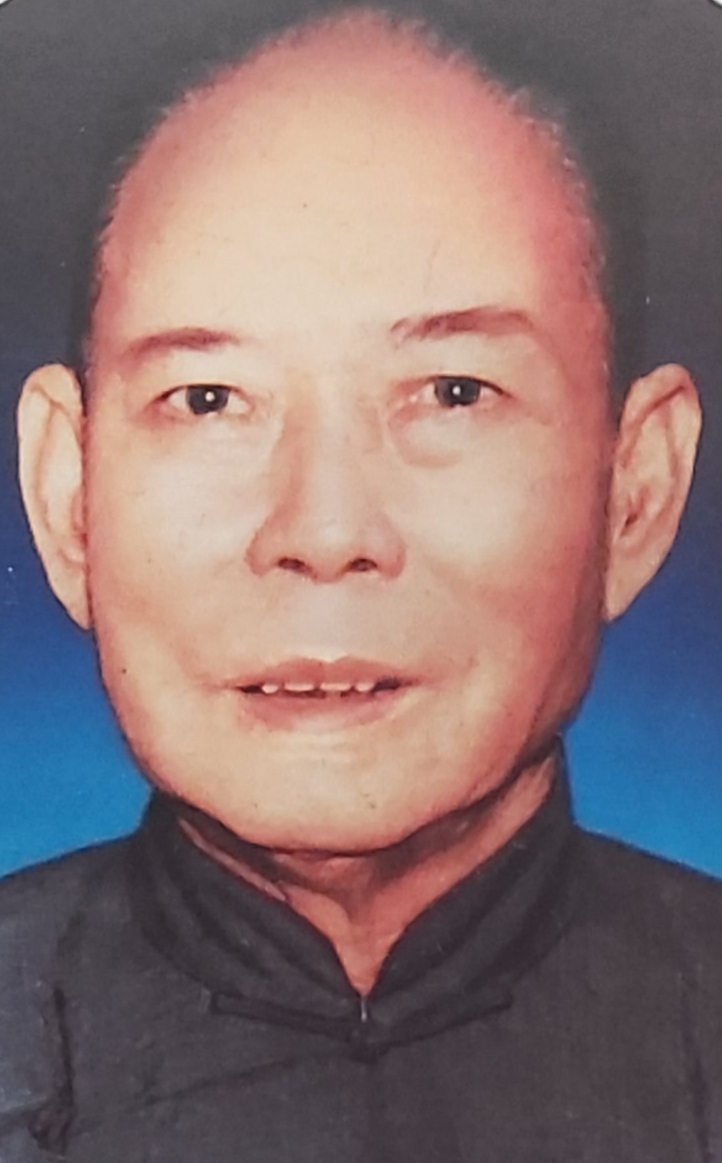
林尚志創辦人在大同大學志生紀念館故居內的肖像照

二二八事件中，教育處副處長宋斐如被武裝份子強行押走。後宋妻向政府機關陳情，當時的臺灣全省警備司令部回覆「本部並無予以逮捕且通緝，事變禍首名單亦無該員姓名，而〇二〇三九號小汽車，經查為『臺北市中山路二〇九號商人林某用車』」，而「臺北市中山路二〇九號」乃「協志商號」地址。[附註=可是，他們卻開著從大同搶來的福特汽車和吉普車，前去逮捕教育處副長兼「人民導報」社長宋斐如先生（編輯部注：「半山」）。當天早上，就在大直將宋先生槍斃。由於宋太太記得車牌號碼，事後，她以誘拐、內亂罪殺人嫌疑的罪名，向高等法院控告車主林挺生的父親林提灶。宋氏夫婦係孫科做媒成親，宋太太（中國人）因為有強硬後台，才能勇敢地出面控訴。當然，這對林挺生來講是非常冤枉的事情，後來我出面做證，才洗清他的冤屈=資料來源=二二八大屠殺的證言１-戰慄的三月十三日/ ]。而國防部保密局的〈二二八事變叛逆名冊〉則提到其子林挺生「勾結日人堀內金城率流氓數十人圖劫台南化學工廠」。
1959年，臺北工業公司成立，林尚志出任董事長。
林尚志於1971年6月5日逝世，死後葬於陽明山第一公墓。

## 家族
- 林煶灶娶妻楊芙蓉。
- 林奉  (二姊 同父異母）
- 林煶灶有一子二女，長子林挺生（1919年－2006年），長女林琇鸞、次女林秀清。
- 林挺生娶陳秀鑾，長子林蔚山（妻林郭文艷，子林建文），次子林蔚東、三子林鎮華、四子林鎮源、五子林鎮弘；長女林倫寬、次女林靜寬、三女林修寬、四女林淑明、五女林淑貞。

## 外部連結
- 戰後初期台灣各階級之經濟活動